# Wassian II (biskup turowski)
Wassian II (zm. 1544) – prawosławny biskup turowski.

## Życiorys
Przed wstąpieniem do monasteru był żonaty, miał synów Iwana i Jacka. Obaj byli już dorośli, gdy został biskupem turowskim w 1538, po śmierci biskupa Tichona. W 1540 Zygmunt I Stary, w uznaniu zasług hierarchy, nadał obydwu jego synom herb i tytuł szlachecki, a następnie także dom w Pińsku, miejsce na tamtejszym rynku, prawo połowu w Pinie i folwark w okolicy Pińska.
W czasie sprawowania urzędu biskupa turowskiego biskup Wassian II znalazł się w konflikcie o majątek eparchii z Aleksandrą Ostrogską, wdową po Konstantym Ostrogskim, i jej synem Ilią. Aleksandra Ostrogska po śmierci męża, wielkiego dobroczyńcy eparchii, bezprawnie zagarnęła część majątku administratury, którą Konstanty Ostrogski darował eparchii turowsko-pińskiej. Zygmunt Stary, rozstrzygając spór między biskupem a Ostrogską, przyznał rację hierarsze i zabronił Ostrogskim przywłaszczania sobie dochodów biskupa i ingerowania w wewnętrzne funkcjonowanie administratury. W 1538 Zygmunt I Stary nakazał również księciu Jerzemu Olelkowiczowi powstrzymać się od utrudniania biskupowi Wassianowi w objeździe eparchii, zaś w roku następnym zwrócił się do braci Mikołaja i Jana Radziwiłłów o zwrot wsi Wilcze, którą zagarnęli z majątku administratury. Biskup Wassian II procesował się także o prawo do użytkowania jeziora Łukoje, uzyskując w 1541 korzystny dla siebie wyrok.